# Dave Franco
David John „Dave” Franco (ur. 12 czerwca 1985 w Palo Alto) – amerykański aktor filmowy i telewizyjny. Występował m.in.: w filmach Iluzja, Charlie St. Cloud, 21 Jump Street, Nerve oraz Sąsiedzi.

## Życiorys

### Wczesne lata
Urodził się w Palo Alto w Kalifornii jako syn Douga Franco, mającego korzenie portugalsko-szwedzkie, i Betsy Verne, żydowskiej imigrantki z Rosji, poetki, autorki oraz redaktorki. Dorastał wraz z dwójką starszych braci: Jamesem (ur. 1978), który również został aktorem, i Tomem (ur. 1980). Studiował na Uniwersytecie Południowej Kalifornii.

### Kariera
W 2006 po raz pierwszy trafił przed kamery w roli A.J. w filmie krótkometrażowym Frat Bros. i wystąpił na małym ekranie jako Benjamin Bainsworth w serialu CBS Siódme niebo. W melodramacie Gdy zgaśnie namiętność (After Sex, 2007) z udziałem Marca Blucasa wcielił się w rolę drugoplanową - nastolatka Sama. Po występie w melodramacie Charlie St. Cloud (2010), zagrał Marka – przyjaciela głównego bohatera (w tej roli Anton Yelchin) - w horrorze Craiga Gillespie Postrach nocy (2011). W komedii 21 Jump Street (2012) obok Jonaha Hilla i Channinga Tatuma wystąpił w roli hipisa i dilera narkotyków o imieniu Eric.
W 2013 można było zobaczyć go w dwóch filmach: najpierw w horrorze komediowym Wiecznie żywy, a następnie w dreszczowcu Iluzja, gdzie zagrał najmłodszego z czterech iluzjonistów uciekających przed agentem FBI. Za obie role dostał nagrody Young Hollywood Awards w kategorii ulubieniec fanów. W 2014, zagrał w dwóch komediach: najpierw w drugiej części 21 Jump Street, pod tytułem 22 Jump Street, gdzie powtórzył rolę Erica, a następnie w komedii Sąsiedzi, gdzie u boku Zaca Efrona i Setha Rogena, wcielił się w postać Pete’a. Za tę rolę został nominowany do nagrody Young Hollywood Awards w kategorii: najlepszy trójkąt (wraz z Zacem Efronem i Christopherem Mintz-Plasse’em).

## Życie prywatne
W marcu 2017 wziął ślub z amerykańską aktorką, Alison Brie.

## Filmografia

### Filmy
- 2007: Supersamiec jako kolega z klasy
- 2007: Gdy zgaśnie namiętność jako Sam
- 2008: Obywatel Milk jako telefonujący
- 2009: The Shortcut jako Mark
- 2009: A Fuchsia Elephant jako Michael
- 2010: Greenberg jako Rich
- 2010: Charlie St. Cloud jako Sully
- 2011: Postrach nocy jako Mark
- 2011: The Broken Tower jako młody Hart Crane
- 2011: Bad Meat jako Tyler
- 2012: Would You jako Dave
- 2012: 21 Jump Street jako Eric Molson
- 2013: Wiecznie żywy jako Perry
- 2013: Iluzja jako Jack Wilder
- 2014: 22 Jump Street jako Eric Molson
- 2014: Sąsiedzi jako Pete
- 2015: Niedokończony interes jako Mike Pancake
- 2016: Iluzja 2 jako Jack Wilder
- 2016: Sąsiedzi 2 jako Pete
- 2016: Nerve jako Ian/Sam
- 2017: Lego Ninjago: Film jako Lloyd Garmadon
- 2017: The Disaster Artist jako Greg Sestero
- 2019: 6 Underground jako David / Six

### Seriale
- 2006: Siódme niebo jako Benjamin Bainsworth
- 2008: Do Not Disturb jako Gus
- 2008-2009: Greek jako Gonzo
- 2009-2010: Hoży doktorzy jako Cole Aaronson
- 2011-2012: Liga Młodych jako Edward Nigma/Człowiek Zagadka
- 2015: Other Space jako Chad Simpson

### Dubbing
- 2014: Lego przygoda jako Wally